# Schauen

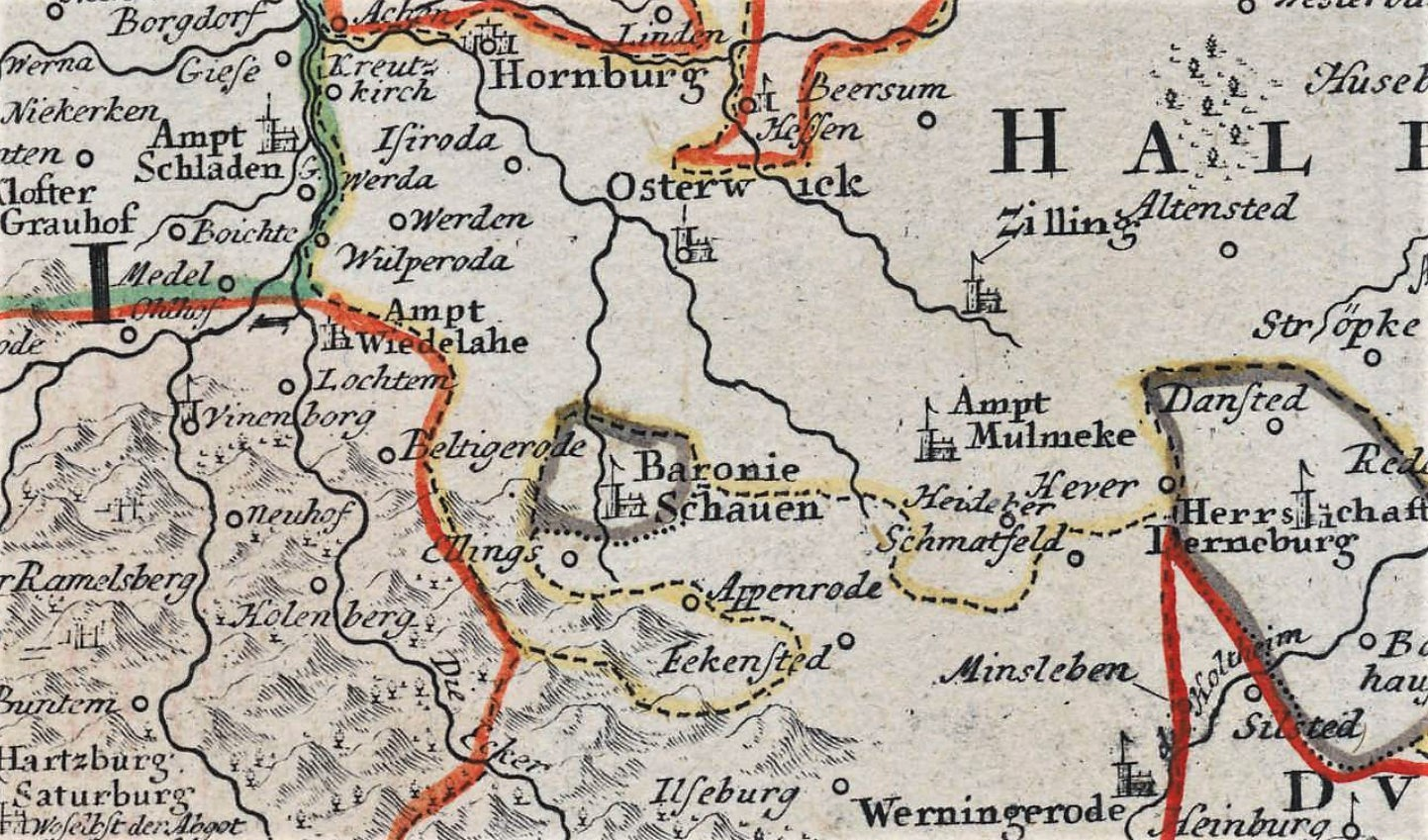
Baronie Schauen auf der Karte des Herzogtums Braunschweig (1725)

Schauen ist ein Ortsteil der gleichnamigen Ortschaft der Stadt Osterwieck im Landkreis Harz in Sachsen-Anhalt (Deutschland).

## Geografische Lage
Der Ort liegt im nördlichen Harzvorland unweit der Ilse, südlich von Osterwieck. Von dort aus führt eine Verbindungsstraße durch den Ort und das Schauener Holz nach Stapelburg.

## Geschichte
Schauen wurde urkundlich erstmals am 4. Juni 973 erwähnt, als Kaiser Otto II. den Besitz des Erzbistums Magdeburg zu Scaun in pago Hardago (Schauen im Harzgau) bestätigt. Der Ortsname könnte vom ahd. scouwa „das Schauen, der Anblick“ oder vom ahd. scuwo „Schatten, schattige Lage“ kommen.
Im Jahre 1124 wird ein lotharischer Ministeriale Ricberto de Scowen erwähnt. 1200 tauschte Herwicus de Scouwen fünf Hufen in Wester-Schauen mit dem Kloster Walkenried, auf dieser Grundlage und weiteren Erwerbungen wurde Schauen zu einer Grangie, einem klösterlichen Wirtschaftshof. Innerhalb von 120 Jahren gelang es dem Kloster Walkenried, Schauen mit seiner Umgebung, in ein geschlossenes Territorium von etwa 10 km² Größe mit allen Rechten in seiner Hand zu vereinigen. In der Walkenrieder Zeit wurde das Gebiet Bruchschauen ab 1321 wüst und Wester-Schauen ab 1261 Mönchschauen genannt. Ihre beste Zeit und größte Ausdehnung erreichte die Grangie Schauen ab 1321. Die Grafen von Wernigerode übten seit 1325 die Schutzherrschaft über die Grangie Schauen aus.

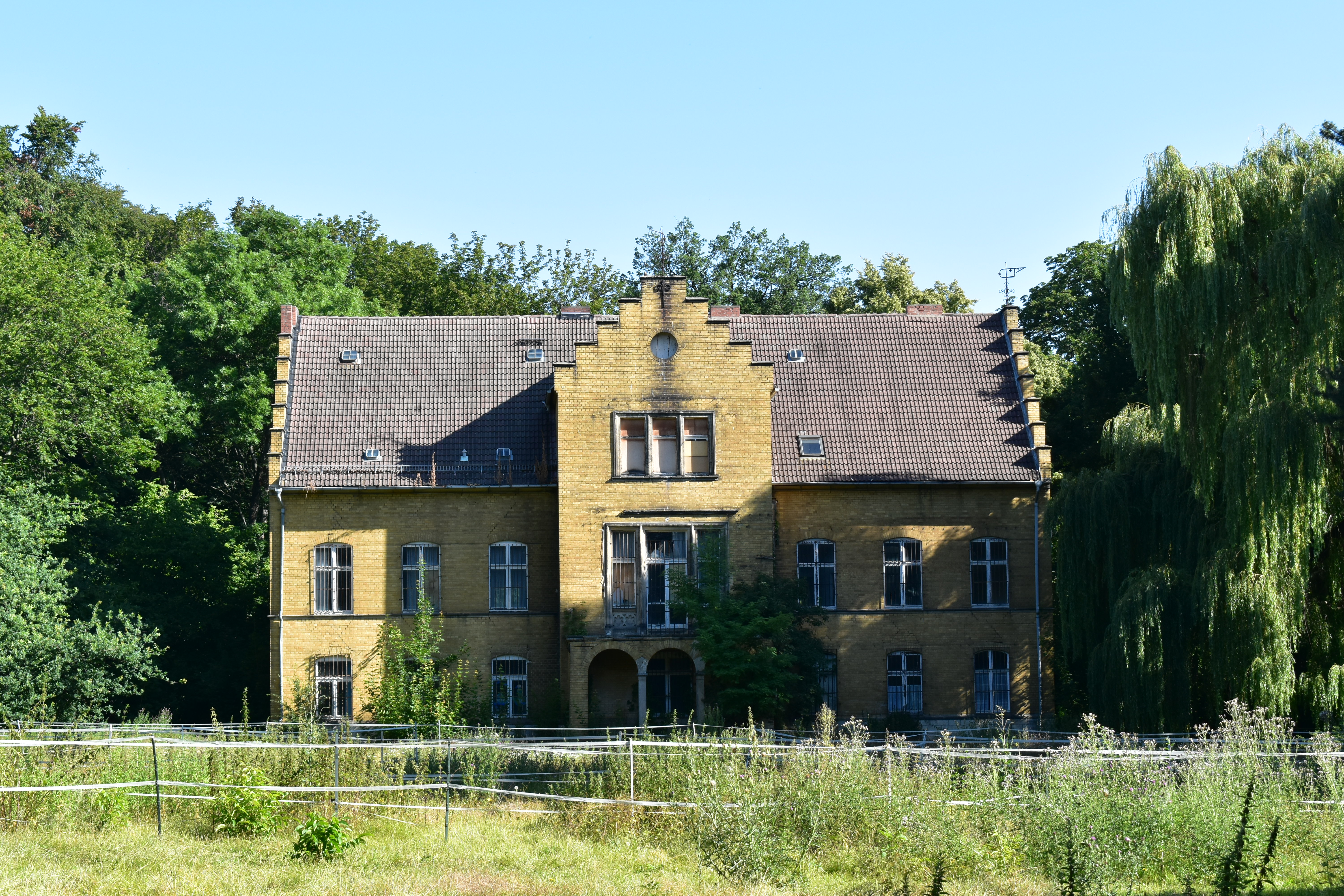
Schloss Schauen

Im Jahre 1530 kam Schauen an die Grafen zu Stolberg und 1616 an das Domkapitel Halberstadt. 1648 gelangte es als reichsunmittelbares Lehen an Braunschweig-Lüneburg. 1689 erwarb der hannoversche Kammerpräsident Otto Grote, der im selben Jahr zum Reichsfreiherren erhoben wurde, das Gut Schauen. Die seitherige freie Reichsherrschaft Schauen, die keinem Reichskreis zugeteilt war, fiel 1807 auf Antrag der Ortsbewohner durch Mediatisierung an das Königreich Westphalen und nach Auflösung dieses Königreiches 1815 an den Regierungsbezirk Magdeburg der preußischen Provinz Sachsen. Im Jahre 1818 gab es in Schauen ein Rittergut (Besitz von Grote), 80 Wohnhäuser, 524 Einwohner, eine Kirche, eine Guts-Schäferei, eine Guts-Försterei, einen Gasthof, eine Wasser- und eine Bockwindmahlmühle. Die Freiherren Grote blieben bis 1945 in Besitz des Gutes Schauen. Bereits am 30. September 1928 war der Gutsbezirk Schauen mit der Landgemeinde Schauen vereinigt worden.
Am 1. Januar 2010 schlossen sich die bis dahin selbstständigen Gemeinden Schauen, Aue-Fallstein, Berßel, Bühne, Lüttgenrode, Rhoden und Wülperode mit der Stadt Osterwieck zur neuen Stadt Osterwieck zusammen.

## Politik

### Ortschaftsrat
Als Ortschaft der Stadt Osterwieck übernimmt ein so genannter Ortschaftsrat die Wahrnehmung der speziellen Interessen des Ortes innerhalb bzw. gegenüber den Stadtgremien. Er wird aus fünf Mitgliedern gebildet.

### Bürgermeister
Als weiteres ortsgebundenes Organ fungiert der Ortsbürgermeister, dieses Amt wird zurzeit von Erwin Marchlewsky wahrgenommen.

### Wappen
| | Blasonierung: „In Rot drei silberne aufsteigende Kleeblätter, schräg hintereinander.“ |
| Wappenbegründung: Die Farben des Ortes sind Weiß (Silber) – Rot. Das Wappen des Dorfes ist schon länger in Gebrauch. Seit der 1000-Jahr-Feier im Jahre 1973 wird es offiziell gezeigt. Die Kleeblätter deuten den landwirtschaftlichen Charakter der Umgebung an und sind zusätzlich Symbole des Glücks und des Wohlstandes. Obwohl der Ort eine sogenannte Reichsbaronie und lange im Besitz der freiherrlichen Familie Grote war, zeigen die Tinkturen die Farben des alten Bistums Halberstadt. Das Wappen wurde vom Heraldiker Udo Glathe aus Quedlinburg gestaltet und am 30. April 1997 durch das Regierungspräsidium Magdeburg genehmigt. |                                                                                       |

### Flagge
Die Flagge wurde ebenfalls vom Heraldiker Udo Glathe aus Quedlinburg gestaltet und am 10. Februar 1999 durch das Regierungspräsidium Magdeburg genehmigt.
Die Hissflagge ist diagonal rot-weiß-rot (1:2:1) geteilt und mittig mit dem Ortswappen belegt.

## Persönlichkeiten
- Hans von Hammerstein-Equord (1860–1898), Verwaltungsbeamter
- Walther Grosse (Jurist) (1880–1943), Amtsgerichtsrat, Historiker und Vorsitzender des Harzvereins

## Verkehr
Der Bahnhof Schauen lag an der Strecke Halle–Vienenburg, welche über Bad Harzburg neu trassiert wurde. Die Landesstraße L 88 führt durch den Ort zur Bundesautobahn 36.

## Sehenswürdigkeiten
Siehe Liste der Kulturdenkmale in Schauen
- Kirche zu Schauen

## Vereine
- SG Schauen 1927 e. V.
- SV Schauen e. V.
- Förderverein Tünneckenbrunnen e. V.
- Bürgerverein „1025 Jahre Schauen“ e. V.
- Förderverein Kita Regenbogenland Schauen e. V.